# Francia en los Juegos Paralímpicos de Tokio 2020
Francia estuvo representada en los Juegos Paralímpicos de Tokio 2020 por un total de 137 deportistas, 100 hombres y 37 mujeres.

## Medallistas
El equipo paralímpico francés obtuvo las siguientes medallas:
| Nombre                                                                  | Deporte                    | Evento                              |
| ----------------------------------------------------------------------- | -------------------------- | ----------------------------------- |
| Oro                                                                     |                            |                                     |
| Charles-Antoine Kouakou                                                 | Atletismo                  | 400 m T20 masculino                 |
| Lucas Mazur                                                             | Bádminton                  | Individual SL4 masculino            |
| Alexandre Léauté                                                        | Ciclismo en pista          | Persecución individual C2 masculino |
| Dorian Foulon                                                           | Ciclismo en pista          | Persecución individual C5 masculino |
| Florian Jouanny                                                         | Ciclismo en ruta           | Ruta H1-2 masculino                 |
| Kévin Le Cunff                                                          | Ciclismo en ruta           | Ruta C4-5 masculino                 |
| Alexandre Lloveras                                                      | Ciclismo en ruta           | Contrarreloj B masculino            |
| Fabien Lamirault                                                        | Tenis de mesa              | Individual 2 masculino              |
| Fabien Lamirault Stéphane Molliens                                      | Tenis de mesa              | Equipo 1-2 masculino                |
| Stéphane Houdet Nicolas Peifer                                          | Tenis en silla de ruedas   | Dobles masculino                    |
| Alexis Hanquinquant                                                     | Triatlón                   | PTS4 masculino                      |
| Plata                                                                   |                            |                                     |
| Marie-Amélie Le Fur                                                     | Atletismo                  | Salto de longitud T64 femenino      |
| Dimitri Pavadé                                                          | Atletismo                  | Salto de longitud T64 masculino     |
| Timothée Adolphe                                                        | Atletismo                  | 100 m T11 masculino                 |
| Lucas Mazur Faustine Noël                                               | Bádminton                  | Dobles SL3-SU5 mixto                |
| Alexandre Léauté                                                        | Ciclismo en pista          | 1 km contrarreloj C1-3 masculino    |
| Loïc Vergnaud                                                           | Ciclismo en ruta           | Ruta H5 masculino                   |
| Loïc Vergnaud                                                           | Ciclismo en ruta           | Contrarreloj H5 masculino           |
| Riadh Tarsim Loïc Vergnaud Florian Jouanny                              | Ciclismo en ruta           | Relevo por equipos H1-5 mixto       |
| Axel Bourlon                                                            | Levantamiento de potencia  | –54 kg masculino                    |
| Ugo Didier                                                              | Natación                   | 400 m libre S9 masculino            |
| Alex Portal                                                             | Natación                   | 200 m estilos SM13 masculino        |
| Nélia Barbosa                                                           | Piragüismo                 | KL3 femenino                        |
| Léa Ferney                                                              | Tenis de mesa              | Individual 11 femenino              |
| Matéo Bohéas                                                            | Tenis de mesa              | Individual 10 masculino             |
| Sandrine Martinet                                                       | Yudo                       | –48 kg femenino                     |
| Bronce                                                                  |                            |                                     |
| Mandy François-Elie                                                     | Atletismo                  | 200 m T37 femenino                  |
| Trésor Makunda                                                          | Atletismo                  | 400 m T11 masculino                 |
| Pierre Fairbank                                                         | Atletismo                  | 800 m T53 masculino                 |
| Ronan Pallier                                                           | Atletismo                  | Salto de longitud T11 masculino     |
| Alexandre Lloveras                                                      | Ciclismo en pista          | Persecución individual B masculino  |
| Raphaël Beaugillet                                                      | Ciclismo en pista          | 1 km contrarreloj masculino         |
| Marie Patouillet                                                        | Ciclismo en pista          | Persecución individual C5 femenino  |
| Marie Patouillet                                                        | Ciclismo en ruta           | Ruta C4-5 femenino                  |
| Alexandre Léauté                                                        | Ciclismo en ruta           | Ruta C1-3 masculino                 |
| Alexandre Léauté                                                        | Ciclismo en ruta           | Contrarreloj C2 masculino           |
| Alexandre Lloveras                                                      | Ciclismo en ruta           | Ruta B masculino                    |
| Florian Jouanny                                                         | Ciclismo en ruta           | Contrarreloj H2 masculino           |
| Romain Noble Damien Tokatlian Maxime Valet                              | Esgrima en silla de ruedas | Florete por equipos masculino       |
| Souhad Ghazouani                                                        | Levantamiento de potencia  | –73 kg femenino                     |
| Florent Marais                                                          | Natación                   | 100 m espalda S10 masculino         |
| Alex Portal                                                             | Natación                   | 400 m libre S13 masculino           |
| Ugo Didier                                                              | Natación                   | 200 m estilos SM9 masculino         |
| Rémy Boullé                                                             | Piragüismo                 | KL1 masculino                       |
| Nathalie Benoit                                                         | Remo                       | Scull individual PR1W1x femenino    |
| Erika Sauzeau Antoine Jesel Rémy Taranto Margot Boulet Robin le Barreau | Remo                       | Cuatro con timonel PR3Mix4+ mixto   |
| Anne Barnéoud                                                           | Tenis de mesa              | Individual 7 femenino               |
| Thu Kamkasomphou                                                        | Tenis de mesa              | Individual 8 femenino               |
| Anne Barnéoud Thu Kamkasomphou                                          | Tenis de mesa              | Equipo 6-8 femenino                 |
| Maxime Thomas                                                           | Tenis de mesa              | Individual 4 masculino              |
| Lucas Créange                                                           | Tenis de mesa              | Individual 11 masculino             |
| Florian Merrien Nicolas Savant-Aira Maxime Thomas                       | Tenis de mesa              | Equipo 4-5 masculino                |
| Thomas Bouvais Clément Berthier                                         | Tenis de mesa              | Equipo 8 masculino                  |
| Annouck Curzillat                                                       | Triatlón                   | PTVI femenino                       |
| Hélios Latchoumanaya                                                    | Yudo                       | –90 kg masculino                    |